# Hazena

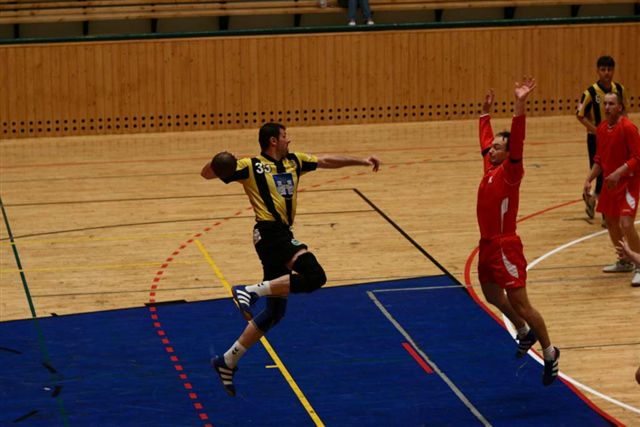
Hazena

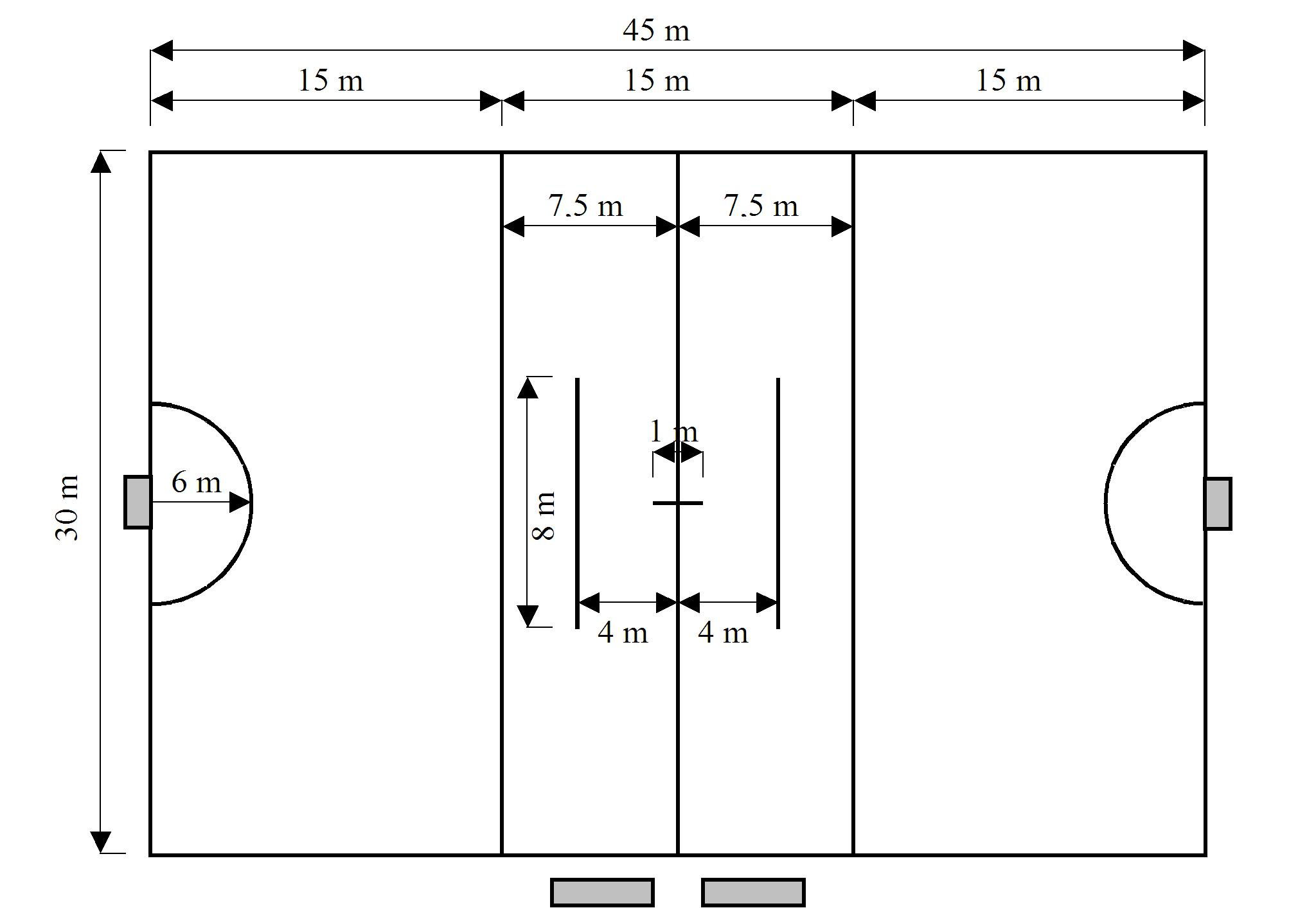
Wymiary boiska

Hazena, także czeska piłka ręczna, ang. Czech handball (czes. házet – rzucać) – gra sportowa zbliżona do piłki ręcznej, będąca jedną z jej poprzedniczek. Obecnie nawet w Czechach coraz częściej jest zastępowana jej międzynarodową odmianą.

## Historia
Reguły gry zostały opracowane przez czeskich nauczycieli wychowania fizycznego, najpierw Josefa Klenkę, a potem uściślone przez Antonína Krištofa w 1905. Hazena zdobyła popularność najpierw w Czechosłowacji, a następnie w Europie. Największą popularność osiągnęła w latach 1934-1938. W tym okresie była uprawiana niemal wyłącznie przez kobiety. W 1934 w Londynie rozegrano jedyne mistrzostwa świata w tej dyscyplinie sportu, które wygrała reprezentacja Jugosławii. Po wojnie została skutecznie wyparta przez piłkę ręczną. Obecnie jest uprawiana tylko w Czechach, gdzie istnieje narodowa federacja tego sportu oraz ligi męska i żeńska.
W Polsce gra ta była zwana też jordanką. 

## Zasady
Boisko ma wymiary 48 m długości na 38 m szerokości. Jest podzielone na 3 części po 16 m (dwa pola obronne i pole środkowe). Na polu obronnym znajduje się pole bramkowe o wymiarach 4 na 8 metrów. Na liniach końcowych stoją bramki o wymiarach 2 m wysokości i 2,35 m szerokości.
Celem gry jest zdobycie bramki. W grze biorą udział dwie drużyny po siedmiu graczy (bramkarz i 6 graczy w polu), przy czym obrońcy mogą przebywać tylko na własnym polu obronnym, pomocnicy na własnym polu obronnym i polu środkowym, a napastnicy na polu środkowym i polu obronnym przeciwnika. Bramkarz może przebywać tylko w swoim polu bramkowym. Zawodnik z piłką może zrobić trzy kroki.